# Lijst van musea in het Brussels Hoofdstedelijk Gewest
Dit is een lijst van musea in het Brussels Hoofdstedelijk Gewest. 

## Anderlecht
- Begijnhof van Anderlecht
- Brussels Museum van de Geuze
- Chinamuseum - Scheut
- Erasmushuis
- Maurice Carême Museum
- Museum voor Geneeskunde
- Museum voor Menselijke Anatomie en Embryologie
- Nationaal Museum van de Weerstand

## Brussel-stad
- Archief en Museum voor het Vlaams Leven te Brussel
- Archives et Musée de la littérature (Archief en Museum van de Franstalige Literatuur)
- Art & Design Atomium Museum (ADAM)
- art)&(marges museum
- Autoworld Brussels
- Belgian Beer World
- Belgisch Museum van de Vrijmetselarij
- Belgisch Stripmuseum (Belgisch Centrum voor het Beeldverhaal)
- BELvue Museum
- BOZAR (vroeger: Paleis voor Schone Kunsten)
- Bruxella 1238
- CINEMATEK (vroeger: Filmmuseum)
- Coudenberg
- Cultuurpool Citroën
- Experience Europe
- experience.brussels
- Frietmuseum
- Hallepoortmuseum
- Huis van de Europese Geschiedenis
- Jijé-museum (2003-2005)
- Joods Museum van België
- KANAL-Centre Pompidou
- Koninklijk Museum van het Leger en de Krijgsgeschiedenis
- Koninklijke Bibliotheek van België (KBR Museum)
- Koninklijke Musea voor Kunst en Geschiedenis (Jubelparkmuseum)
- Koninklijke Musea voor Schone Kunsten van België
- Marc Sleen Museum
- Museum of original figurines (Moof)
- Museum van de Belgische Brouwers
- Museum van de Boekdrukkunst
- Museum van de Nationale Bank van België
- Museum van de Orthodoxe Kerk
- Museum van de Stad Brussel
- Museum van het Koninklijk Theater Toone
- Museum van het Openbaar Centrum voor Maatschappelijk Welzijn van Brussel
- Museum voor het Kostuum en de Kant
- Museum voor brieven en manuscripten
- Museum voor Natuurwetenschappen
- Muziekinstrumentenmuseum
- Museum van de 18e eeuw
- Pixel Museum
- Plasticarium
- Riolenmuseum
- Schenkingskabinetten
- Schermsportmuseum Charles Debeur
- Scientastic Museum
- Speelgoedmuseum
- Voormalig Paleis van Brussel - Archeologische Site van Coudenberg
- Magritte Museum (Koningsplein)

## Elsene
- Allende-zaal
- Archieven en Museum van Moderne Architectuur
- Camille Lemonniermuseum
- Centrum voor Onderzoek en Technologische Studies van de Plastische Kunsten
- Constantin Meuniermuseum
- Experimentarium
- Internationaal Marionettenmuseum Peruchet
- Kindermuseum
- Mineralogiemuseum
- Museum-Bibliotheek Michel de Ghelderode
- Museum van Elsene
- Museum van Geneeskrachtige Planten en Farmacie
- Museum voor Dierkunde Auguste Lameere
- Parlementarium
- Schermsportmuseum Charles Debeur
- Wiertzmuseum

## Etterbeek
- Cauchiehuis
- Museum van de geïntegreerde politie

## Evere
- Brussels Museum van de Molen en de Voeding
- Gemeentelijk Museum Evere
- Witloofmuseum Geuzenberg

## Ganshoren
- Basiliek van Koekelberg
  - Museum voor Moderne Religieuze Kunst
  - Museum van de Zwartzusters

## Haren
- Computermuseum

## Jette
- Gemeentelijk Museum van het Graafschap Jette
- René Magritte Museum (Esseghemstraat)
- Museum voor Abstracte Kunst

## Koekelberg
- Nationale Basiliek van het Heilig Hart, ook wel: Nationale Basiliek van Koekelberg
- Openbaar Aquarium van Brussel

## Laken
- Museum voor Grafkunst

## Oudergem
- Informatiecentrum Zoniënwoud
- Botanische tuin Jean Massart

## Schaarbeek
- Atelier-Géo De Vlamynck
- Het Clockarium Museum
- Museum voor Spontane Kunst
- Museum van de Radio- en Televisie-Omroep (1979-1996) (opgeheven)
- Schaarbeeks Biermuseum
- Train World

## Sint-Gillis
- Belgisch Liftenmuseum
- Hortamuseum
- NMBS Historisch Erfgoed en Museum
- Vogelmuseum van de Brailleliga

## Sint-Jans-Molenbeek
- Brussels Museum voor Arbeid en Industrie
- Millennium Iconoclast Museum of Art
- MoMuse

## Sint-Joost-ten-Node
- Charliermuseum
- Jazz Station
- Bezoekerscentrum Vlaams Parlement

## Sint-Lambrechts-Woluwe
- Beeldentuin
- Confederate Museum
- Farmaceutisch Museum Albert Couvreur
- Gemeentelijk Museum van St. Lambrechts Woluwe
- Tuin van geneeskrachtige planten Paul Moens

## Sint-Pieters-Woluwe
- Bibliotheca Wittockiana
- Museum voor het Stedelijk Vervoer te Brussel

## Ukkel
- David en Alice Van Buuren Museum

## Vorst
- Wiels (centrum voor hedendaagse kunst)